# Václav I. Kinský
Václav (I.) Dlask Kinský, též Václav Dlask Vchynský z Vchynic (německy Wenzel Kinsky von Wchynitz; 1502–1542) byl český šlechtic, zakladatel rodu Kinských a první rozmnožitel bohatství rodu.

## Život
Narodil se jako prostřední syn Jana Dlaska.
Václav vlastnil nepříliš významný majetek, držel panství Černoc, Keblany a Petrovice, která rozmnožil o dědictví své manželky Anny z Vřesovic. S Annou měl tři syny, Radslava staršího, Jana a Václava II.[zdroj?]
Byl královským komisařem v Rakovnickém kraji, později hejtmanem Žateckého kraje. V tomto úřadě měl v hraničním sporu roku 1542 přijít o život na popud Albrechta z Valdštejna, předka a jmenovce frýdlantského vévody, slavného generalissima Albrechta z Valdštejna. Teprve roku 1554 se mohl správy rodového majetku ujmout jeho syn Radslav.